# Parafossarulus
Parafossarulus is een geslacht van weekdieren uit de klasse van de Gastropoda (slakken).

## Soorten
- Parafossarulus anomalospiralis Liu, Li & Liu, 1985
- Parafossarulus crassitesta (Brömme, 1883) †
- Parafossarulus globosus Liu, Zhang & Wang, 1994
- Parafossarulus striatulus (Benson, 1842)